# Trinity Yachts
Pour les articles homonymes, voir Trinity.
Trinity Yachts, LLC est un fabricant de yachts privés américain. La compagnie a appartenu dès sa création à Friede Goldman Halter avant d'être rachetée par John Dane, Felix Sabates et Billy Smith. L'entreprise est principalement basée sur la côte du Golfe aux États-Unis avec, en 2014, deux chantiers navals à Gulfport et la Nouvelle-Orléans. Elle construit essentiellement des yachts sur demande (custom) entièrement personnalisables.

## Yachts construits
Liste des yachts de plus de 50 mètres (164 pieds) construits par Trinity [Quand ?]:
- M/Y Unbridled - 58,22 mètres (191 pieds)
- M/Y T040 - 60 mètres (196 pieds)
- M/Y Mine Games - 59,7 mètres (196 pieds)
- M/Y T045 - 57,9 mètres 190 pieds)
- M/Y Carpe Diem - 57,6 mètres (189 pieds)
- M/Y Mine Games - 50 mètres (164 pieds)
- Mustique - 54,9 mètres (180 pieds)
- Ulysses - 58,5 mètres (192 pieds)
- Katharine - 53,9 mètres (177 pieds)
- Pangaea - 56,1 mètres (184 pieds)
- M/Y Lady Lynda - 56,7 mètres (186 pieds)
- M/Y New Horizon - 73,8 mètres (242 pieds)